# Genoa (Nebraska)
Genoa is een plaats (city) in de Amerikaanse staat Nebraska en valt bestuurlijk gezien onder Nance County.

## Demografie
Bij de volkstelling in 2000 werd het aantal inwoners vastgesteld op 981. In 2006 is het aantal inwoners door het United States Census Bureau geschat op 892, een daling van 89 (-9,1%).

## Geografie
Volgens het United States Census Bureau beslaat de plaats een oppervlakte van 2,1 km², waarvan 2,1 km² land. Genoa ligt op ongeveer 483 m boven zeeniveau.

## Plaatsen in de nabije omgeving
De onderstaande figuur toont nabijgelegen plaatsen in een straal van 24 km rond Genoa.